# Goode vetülete

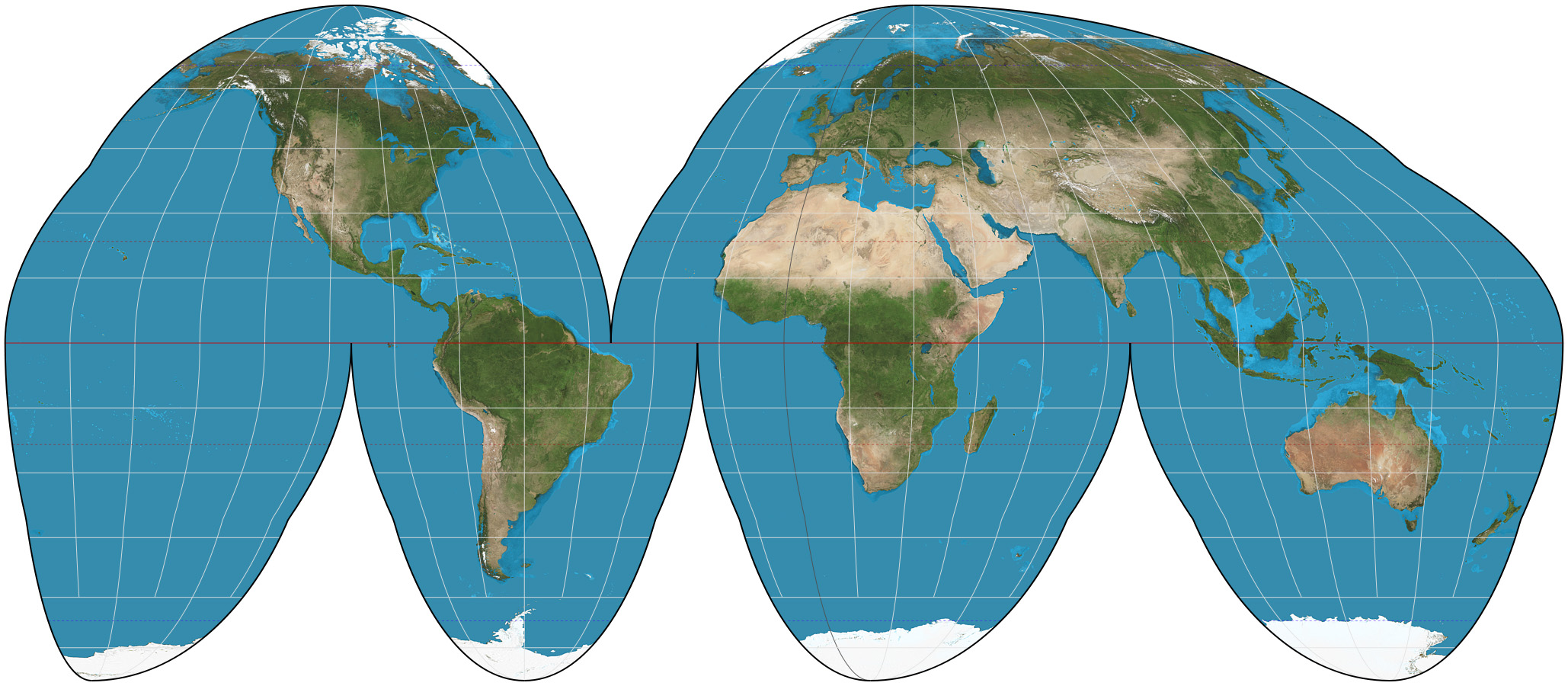
A Föld Goode vetületében

A Goode-féle vetület egy összetett képzetes hengervetület, ahol a térképen a Földet a parallelkörök mentén övezetekre osztjuk, és a különböző övezetekben különböző vetületi egyenleteket használunk. Minden övezetben olyan vetületet alkalmazunk, amelynek a torzulása ott az ábrázolás szempontjából a legelőnyösebb. Egy ilyen térkép leggyakrabban három övezetből tevődik össze; az egyik az alacsonyabb és a közepes szélességű területeket, a két másik pedig a sarkok tágabb környékét ábrázolja.

## Története
John Paul Goode amerikai kartográfus 1923-ban publikálta ezt a vetületet, és az 1960-as évekig rendkívül népszerű volt. Érdekes, folytonos kinézete miatt kapta az "orange-peel map" becenevet, ami magyarra úgy fordítható, "narancshéj térkép".

Goode vetülete Tisso torzulási ellipsziseivel

## Alkalmazhatósága
A fent már említett módon a vetület övezetekre tagolódik. Goode két vetület, a Mercator–Sanson-féle és a Mollweide-féle vetület segítségével alkotta meg sajátját. Választása azért esett ezekre, mert egy olyan vetületet akart létrehozni, amelynek segítségével jelentős torzulás nélkül képes bemutatni a Földön lévő szárazföldeket. Az előbbi vetület az egyenlítő környékénél, az utóbbi pedig a pólusoknál torzít kedvezőbb mértékben. A Mercator–Sanson minden parallelkör mentén hossztartó, a Mollweide viszont csak a φ = ±40,7367° szélességnél, ami a ψ = ±32,6893° módosított szélességnek felel meg. Tehát ha a Földet ezeknél a szélességeknél osztjuk fel, három övezetet kapunk, valamint ha minden övezetet az ott előnyösebb vetületben ábrázolunk, akkor a határoló szélességi köröknél a kétféle vetület éppen összeillik.
Az egyes övezeteket határoló szélességeknél a meridiánok, amelyek tehát egy szinuszívhez kétoldalt csatlakozó ellipszisívekből állnak, folytonosak ugyan, de megtörnek. Ez itt a torzulások ugrásszerű változását eredményezi, ami nemcsak esztétikailag, hanem elvileg is kifogásolható.

## Egyenletek
-40,7367° ≤ φ ≤ +40,7367° között a Mercator–Sanson-vetület egyenleteit alkalmazzuk, míg ezen a gömbövön kívül Mollweide-féle vetület egyenleteit használjuk.